# Bellerophón

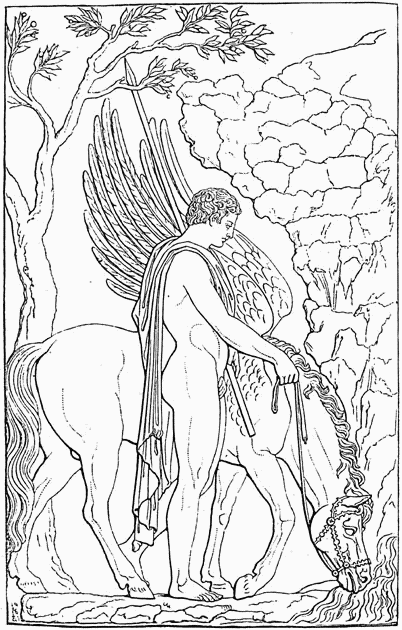
Bellerophón itatja Pégaszoszt, márvány dombormű rajza

Bellerophón (más néven Bellerophontész, Βελλεροφῶν) görög mitológiai alak, Glaukosz és Eürümedé fia, Sziszüphosz unokája, lükiai király volt. A róla szóló mítosz egyes változatai szerint valójában Poszeidón nemzette.
Eredeti neve Hipponoosz volt, ám szülővárosában meggyilkolt egy férfit, innen kapott új nevet, amely görög nyelven ennyit tesz: „Bellerosz-ölő”. A gyilkosság után menekülnie kellett, Tirünszben, Proitosz király fogadta be, ekkor kötött barátságot Oineusz kalüdóni királlyal. Az uralkodó felesége, Anteia beleszeretett, s egy alkalommal felkínálkozott neki, ám Bellerophón elutasította, mivel nem akarta az őt befogadó királyt megsérteni. Az asszony dühében bepanaszolta férjénél, hogy szerelmével üldözi. A király nem akarta maga megöletni Bellerophónt, hisz ő maga nyújtott neki előzőleg védelmet, ezért apósához, Iobatészhez küldte Lükiába, azzal a titkos üzenettel, hogy valamilyen módon tegye el láb alól. Iobatész sem vállalta magára a nyílt gyilkosságot, inkább olyan feladatot bízott vendégére, amely szinte mindenkinek az életébe került volna. Először Khimaiba küldte, majd a vad hegylakók, végül az amazonok ellen, ám Bellerophontész Pégaszosz hátán lovagolva mindenütt győzelmet aratott. Hazatértekor Iobatész parancsára a lükiai palotaőrök lesből megrohanták az életére törve, ő azonban valamennyit legyőzte s megölte. A király ekkor ismerte fel, hogy vendége az istenek oltalma alatt áll, hozzáadta leányát, Philonét, s megtette örökösének.
Később Bellerophón meglátogatta Proitoszt, s bosszút állt a cselszövő Anteián. Nagy szerencséje miatt elbízta magát: egyszer Pégaszosz hátán fel akart szállni az istenek lakhelyére, az Olümposzra, ám Zeusz megvadította a szárnyas lovat, amely levetette lovasát. Bellerophón fejjel belezuhant egy tüskebokorba, s élete végéig vakon és tébolyodottan vándorolt. Örököse fia, Hippolokhosz lett, akit Glaukosz követett, a trójai háború hőse.
Történetében sok ismert motívum egyesülése figyelhető meg. A visszautasított nő, aki bosszúból megrágalmazza szerelmét, több görög mítoszban is visszatérő elem (Phaidra és Hippolütosz, Asztüdameia és Péleusz), de a történet ismert a Bibliából is (József és Putifárné). Az Iobatészhez küldött levélnek szintén van bibliai párhuzama Dávid és Uriás konfliktusában. A három veszélyes próba, amelyet a kérőnek szerelme kezéért ki kell állnia, a népmesékből lehet ismerős. A saját halálos ítéletét hordozó követ egy irodalmi toposz, amelynek legkorábbi példája a Sarrukín legendából ismert, ahol Ur-Zababa Sarrukínt küldi riválisához, Lugalzaggeszihez.
Bellerophontész történetét először Homérosz adta elő az Iliaszban, később Pindarosz dolgozta fel, Homérosznál alaposabban. Euripidész tragédiát írt róla, amely elveszett, s amelyet Arisztophanész parodizált ki Béke című komédiájában. Az ókorból igen sok vázakép maradt fenn Bellerophontészról, valamint egy híres márvány dombormű, amelyen épp Pégaszoszt itatja. Jean-Baptiste Lully a 17. században az egyik legsikeresebb operáját írta meg történetéből.